# .us
.us este un domeniu de internet de nivel superior, pentru Statele Unite ale Americii (ccTLD).